# Liste des résolutions du Conseil de sécurité des Nations unies adoptées en 1948
Les résolutions du Conseil de sécurité des Nations unies sont les décisions qui sont votées par le Conseil de sécurité des Nations unies.
Une telle résolution est acceptée si au moins neuf des quinze membres (depuis le 17 décembre 1963, 11 membres avant cette date) votent en sa faveur et si aucun des membres permanents qui sont la Chine, les États-Unis, la France, le Royaume-Uni et l'Union soviétique (la Russie depuis 1991) n'émet de vote contre (qui est désigné couramment comme un veto).

## Résolutions 38 à 66
- Résolution 38 : la question Inde-Pakistan (adoptée le 17 janvier 1948 lors de la 229e séance).
- Résolution 39 : la question Inde-Pakistan (adoptée le 20 janvier 1948 lors de la 230e séance).
- Résolution 40 : la question indonésienne (adoptée le 28 février 1948 lors de la 259e séance)).
- Résolution 41 : la question indonésienne (adoptée le 28 février 1948 lors de la 259e séance).
- Résolution 42 : la question de la Palestine (adoptée le 5 mars 1948 lors de la 263e séance).
- Résolution 43 : la question de la Palestine (adoptée le 1er avril 1948 lors de la 277e séance).
- Résolution 44 : la question de la Palestine (adoptée le 1er avril 1948 lors de la 277e séance).
- Résolution 45 : admission de nouveaux membres: Union de Birmanie (Myanmar) (adoptée le 10 avril 1948 lors de la 279e séance).
- Résolution 46 : la question de la Palestine (adoptée le 17 avril 1948 lors de la 283e séance).
- Résolution 47 : la question Inde-Pakistan (adoptée le 21 avril 1948) lors de la 286e séance).
- Résolution 48 : la question de la Palestine (adoptée le 23 avril 1948 lors de la 287e séance).
- Résolution 49 : la question de la Palestine (adoptée le 22 mai 1948 lors de la 302e séance).
- Résolution 50 : la question de la Palestine (29 mai 1948 lors de la 310e séance).
- Résolution 51 : la question Inde-Pakistan (3 juin 1948 lors de la 312e séance).
- Résolution 52 : énergie atomique : contrôle international (adoptée le 22 juin 1948 lors de la 325e séance).
- Résolution 53 : la question de la Palestine (adoptée le 7 juillet 1948 lors de la 331e séance).
- Résolution 54 : la question de la Palestine (adoptée le 15 juillet 1948 lors de la 338e séance).
- Résolution 55 : la question indonésienne (adoptée le 29 juillet 1948).
- Résolution 56 : la question de la Palestine (adoptée le 19 août 1948).
- Résolution 57 : la question de la Palestine (adoptée le 18 septembre 1948).
- Résolution 58 : Cour internationale de justice (adoptée le 28 septembre 1948).
- Résolution 59 : la question de la Palestine (adoptée le 19 octobre 1948).
- Résolution 60 : la question de la Palestine (adoptée le 29 octobre 1948).
- Résolution 61 : la question de la Palestine (adoptée le 4 novembre 1948).
- Résolution 62 : la question de la Palestine (adoptée le 16 novembre 1948).
- Résolution 63 : la question indonésienne (adoptée le 24 décembre 1948).
- Résolution 64 : la question indonésienne (adoptée le 28 décembre 1948).
- Résolution 65 : la question indonésienne (adoptée le 28 décembre 1948).
- Résolution 66 : la question de la Palestine (adoptée le 29 décembre 1948).